# Niedernondorf
Niedernondorf ist eine Ortschaft und eine Katastralgemeinde der Gemeinde Waldhausen im Bezirk Zwettl in Niederösterreich.

## Geschichte
Der Ort wird 1292 zusammen mit Gutenbrunn in der Zwettler Stiftsurkunde, in der die Rastenberger eine Schenkung an das Stift tätigen, zum ersten Mal schriftlich erwähnt.
Im Jahr 1822 wurde der Ort als Dorf mit 33 Häusern genannt, der eine eigene Pfarrkirche und Schule besaß. Die Herrschaft Rastenberg besaß die Ortsobrigkeit, die Herrschaft Gföhl übte die Landgerichtsbarkeit aus, die Herrschaft Rastenberg besorgte die Konskription und hatte gemeinsam mit dem Stift Zwettl die Grundherrschaft inne.
Mit der Aufhebung der Grundherrschaften wurde der Ort 1849 eine eigenständige Ortsgemeinde. Zu dieser zählten auch noch die Katastralgemeinden Niederwaltenreith (mit dem Dorf Gutenbrunn) und Wiesenreith sowie Einzellage Klausen.
Laut Adressbuch von Österreich waren im Jahr 1938 in der Ortsgemeinde Niedernondorf ein Arzt, ein Bäcker, ein Fleischer, zwei Gastwirte, zwei Gemischtwarenhändler, ein Schmied, zwei Schneiderinnen, ein Schuster, ein Uhrmacher, zwei Viehhändler, zwei Wagner und einige Landwirte ansässig.
Am 1. Jänner 1968 wurde die Ortsgemeinde dann ein Teil der Gemeinde Waldhausen.

## Siedlungsentwicklung
Zum Jahreswechsel 1979/1980 befanden sich in der Katastralgemeinde Niedernondorf insgesamt 97 Bauflächen mit 45.058 m² und 100 Gärten auf 91.095 m², 1989/1990 gab es 106 Bauflächen. 1999/2000 war die Zahl der Bauflächen auf 273 angewachsen und 2009/2010 bestanden 131 Gebäude auf 269 Bauflächen.

## Bodennutzung
Die Katastralgemeinde ist landwirtschaftlich geprägt. 339 Hektar wurden zum Jahreswechsel 1979/1980 landwirtschaftlich genutzt und 141 Hektar waren forstwirtschaftlich geführte Waldflächen. 1999/2000 wurde auf 301 Hektar Landwirtschaft betrieben und 181 Hektar waren als forstwirtschaftlich genutzte Flächen ausgewiesen. Ende 2018 waren 273 Hektar als landwirtschaftliche Flächen genutzt und Forstwirtschaft wurde auf 196 Hektar betrieben. Die durchschnittliche Bodenklimazahl von Niedernondorf beträgt 24,3 (Stand 2010).